# 雅瓜鲁阿纳
雅瓜鲁阿纳是巴西塞阿拉州的一个市镇。总面积867.25平方公里，总人口30720人，人口密度35.4人/平方公里。